# Việt Hồng, Bắc Quang
Việt Hồng là một xã thuộc huyện Bắc Quang, tỉnh Hà Giang, Việt Nam.

## Địa lý
Xã Việt Hồng nằm ở phía tây nam huyện Bắc Quang, có vị trí địa lý:
- Phía đông giáp xã Hùng An
- Phía tây giáp huyện Quang Bình
- Phía nam giáp xã Tiên Kiều
- Phía bắc giáp thị trấn Việt Quang.

Xã Việt Hồng có diện tích 26 km², dân số năm 2019 là 2.768 người, mật độ dân số đạt 107 người/km².

## Hành chính
Xã Việt Hồng được chia thành 7 thôn: Anh, Hồng Thái, Thành Tâm, Việt An, Việt Hà, Việt Thắng, Việt Thành.

## Lịch sử
Ngày 19 tháng 2 năm 1986, Hội đồng Bộ trưởng ban hành Quyết định số 14/1986/QĐ-HĐBT về việc thành lập xã Việt Hồng trên cơ sở:
- Điều chỉnh 570 hécta đất với 205 nhân khẩu của xã Yên Hà
- Điều chỉnh 164 hécta đất với 820 nhân khẩu của xã Việt Vinh
- Điều chỉnh 236 hécta đất với 150 nhân khẩu của xã Hùng An.

Xã Việt Hồng có diện tích tự nhiên 970 hécta với 1.175 nhân khẩu.